# Рубанов Микола Ілліч
Микола Ілліч Рубанов (4 березня 1959, Мукачеве, Закарпатська область, УРСР) — російський авангардний саксофоніст, який грає в групах АукцЫон, Ру2, Сакс-Мафия. 
Інструменти: сопрано-, альт-, тенор-, баритон-і бас-саксофони, бас-кларнет. 
Від 1986 року грає в групі АукцЫон. 
У 1993 взяв участь у записі альбому Преображення-1, записаного в створеному під егідою Андрія Тропило продюсерського центрі Представництва Євангелічно-лютеранських парафій Росії. 